# Die Kinder von Finkenrode
Die Kinder von Finkenrode ist ein Roman von Wilhelm Raabe, der vom November 1857 bis zum Juli 1858 entstand und 1859 bei Ernst Schotte in Berlin erschien.

## Inhalt
Der Ich-Erzähler Dr. Max Bösenberg, ein Redakteur der Zeitschrift „Chamäleon“, lässt sich von seinem Freund, dem Chefredakteur Dr. phil. Theobul Weitenweber, beurlauben und verlässt die Residenz in Richtung Geburtsort. Dort, in dem Städtchen Finkenrode an der Weser, ist sein Onkel Albrecht Maximilian – der vorletzte Bösenberg – nach einem Schlagfluss verstorben. Der 29-jährige Max erbt von dem verwitweten kinderlosen Onkel sein Geburtshaus – vollgepfropft mit Antiquitäten und tausenden antiquarischen Büchern sowie auch „viel Morgen Land, Wiesen und Wald“. Während des mehrwöchigen Aufenthalts – Max war zwanzig Jahre nicht daheim – kommt es zu unzähligen Begegnungen mit allen möglichen Kindern von Finkenrode. Bereits als Maxens Reisekutsche sich der alten Heimat nähert, erkennt der Reisende im Vorbeifahren den Jugendgespielen Arnold Rohwold – nach Aussage des unterrichteten Kutschers jetzt Pastor zu Rulingen. In Finkenrode angekommen, sucht Max seinen Onkel, den guten alten Hauptmann a. D. Friedrich Wilhelm Fasterling, auf. Max ist gar nicht mit Fasterling verwandt. Als Junge war er lediglich der Liebling des Alten gewesen. Max wirft ein Auge auf das 19-jährige Fräulein Sidonie, die einzige Tochter des verwitweten Militärs. Es stellt sich aber heraus, der Schauspieler Alexander Mietze ist in das junge Mädchen Hals über Kopf verliebt. Die Neigung wird erwidert. Die beiden Herren haben schlechte Karten. Der Hauptmann will weder einen Mimen noch einen Journalisten zum Schwiegersohn. Auch Alexander ist einer von Maxens Jugendfreunden. Beide hatten später gemeinsam für kurze Zeit Jura studiert. Dann war Alexander mit einer Schauspielertruppe auf und davon. Nun will er doch noch ein anständiger Mensch werden; möchte sich in Finkenrode als Spiritusfabrikant etablieren.
Max sucht die 25-jährige Jugendfreundin Cäcilie Willbrand und deren alte Mutter Agnes Willbrand auf.
Gelegentlich betrinken sich Alexander und Max. Bei so einer Gelegenheit verzichtet Max selbstlos auf Sidonie, denn er liebe Cäcilie. Der Schauspieler ist erleichtert. Max aber hat ein Problem. Er will Cäcilie seine Liebe gestehen. Leider fehlt ihm dazu die Courage. Das Problem löst der Pastor Arnold Rohwold. Er setzt Max ins Bild. Cäcilie sei seine liebe Braut. Max wünscht Glück, reist zurück in die Residenz und verkriecht sich in der Redaktionsstube des „Chamäleons“. Zuvor war Freund Weitenweber unangemeldet in Finkenrode vorbeigekommen. Im Verein mit Max hatte der Chefredakteur den Hauptmann überredet, den Spiritusfabrikanten in spe doch als Schwiegersohn zu akzeptieren.
Weitenweber wird höchstwahrscheinlich in Finkenrode eine der Töchter des Syndikus Mümmler ehelichen. Dieses Fräulein Mümmler wird vom Ich-Erzähler als das schönste Mädchen von Finkenrode bezeichnet.

## Zitat
- „Es ist ein schauerlich Ding, nicht zu sein wie die andern!“[3]

## Form
Der Ich-Erzähler ist durchgehend mit viel Ironie gestaltet. Es handelt sich um einen 'Heimkehrer', der in einer deutschen Metropole als Journalist arbeitet, und in seine Heimat Finkenrode vorübergehend zurückkehrt, in der fälschlichen Annahme, diese Welt habe keine Geheimnisse für ihn; mit viel Humor zeigt Raabe aber, dass dem nicht so sei: Die Finkenrodener verstehen ebenso wenig von der neuen Medienwelt der Großstadt wie sich der veränderte Ich-Erzähler in der alten Heimat auskennt. Die Erzählerstimme setzt allerlei Finten ein, um kurz vor einer wichtigen Wendung von der Handlung abzulenken, so etwa erwähnt sie, sie nähme Rücksicht auf seine „schönen, aber ungeduldigen Leserinnen“. Mit den Mitteln der Ironie und Satire zeichnet die Erzählung ein sehr genaues Bild von der Erfahrungswelt eines kleinen, von den Modernisierungsprozessen abgehängten deutschen Provinzstädtchens. Bemerkenswert ist insbesondere die Darstellung der ungerechten Stigmatisierung und Ausgrenzung der als 'Zigeuner' bezeichneten. Der Text zeichnet ein kritisches Bild des deutschen Bürgertums, weil dessen Mitglieder die 'Zigeuner' dessen bezichtigen, was sie selbst verschulden. Die 'Zigeuner', die, wie die Erzählungen der Großmutter deutlich machen, zu den ältesten Einwohnern des Städtchens gehören, werden zu 'Sündenböcken' – ein Vorgang, den der Text mit kritischem Humor durchleuchtet.
Der Erzähler in Finkenrode unterhält sich in seiner Niederschrift zur Verwunderung des Lesers manchmal mit dem abwesenden Weitenweber.
Wie ganz oben angedeutet, wimmelt der Roman von kleiner Nebengeschichten. Zum Beispiel wird das Thema des Romans – die Geschichte des Heimkehrers Max – mehrfach variiert. Zum Beispiel Alexander ist heimgekehrt. Und der „tolle Musikant“ Günther Wallinger, Sohn des Stadtmusikus zu Finkenrode, hatte seiner Braut Anna Ludewig den Rücken gekehrt und sich in der Fremde unter die „vornehmen Leute“ gemischt. Anna hatte sich daheim „zu Tod gehärmt“. Nun liegt der „bettelarm“ und „wahnsinnig“ heimgekehrte Geiger Wallinger auf dem Sterbebett und hält in seinen letzten Stunden Cäcilie für Anna.
In einem Nebensatz erwähnt der Erzähler die Revolution 1848.

## Rezeption
- Hoppe[9] hat zeitgenössische Besprechungen gesammelt. So vermisst Adolf Glaser in der „Deutschen-Reichszeitung“ einen „großen Gegenstand“. Zudem fehle den leidenschaftslosen Figuren die negative Charaktereigenschaft.[10] In den „Blättern für literarische Unterhaltung“ wird Raabe zwar „feine Genremalerei“ bescheinigt, aber der Autor vermöge den Leser nicht durchgängig zu fesseln.[11] Mangelhafte Komposition[12] und flüchtiges Arbeiten[13] werden Raabe von nicht namentlich genannten Rezensenten vorgeworfen. Daneben fehlt es nicht an Lob. Der Humorist Raabe erhält Beifall[14].
- Meyen[15] erwähnt neun Besprechungen aus den Jahren 1859 bis 1951.
- Der Roman trage autobiographische Züge[16]. Raabe verherrliche nicht die wunderschöne hinuntergesunkene Kinderzeit[17] und setze sich mit verfehlten Erziehungsmethoden auseinander[18].

## Ausgaben

### Erstausgabe
- Die Kinder von Finkenrode. Von Jakob Corvinus. 288 Seiten. Ernst Schotte, Berlin 1859

### Verwendete Ausgabe
- Die Kinder von Finkenrode. S. 5–219. Mit einem Anhang, verfasst von Karl Hoppe und Eberhard Rohse, S. 521–553 in Karl Hoppe (Bearb.), Hans Oppermann (Bearb.): Die Kinder von Finkenrode. Der Weg zum Lachen. Der Student von Wittenberg. Weihnachtsgeister. Lorenz Scheibenhart. Einer aus der Menge. Die alte Universität. Der Junker von Denow. Aus dem Lebensbuch des Schulmeisterleins Michel Haas. Wer kann es wenden? Vandenhoeck & Ruprecht, Göttingen 1992. Bd. 2 (2. Aufl., besorgt von Eberhard Rohse), ISBN 3-525-20164-8 in Hoppe (Hrsg.), Jost Schillemeit (Hrsg.), Hans Oppermann (Hrsg.), Kurt Schreinert (Hrsg.): Wilhelm Raabe. Sämtliche Werke. Braunschweiger Ausgabe. 24 Bde.

### Weitere Ausgaben
- Meyen[19] nennt sechs Ausgaben.

## Anmerkung
1. ↑  Finkenrode steht für Holzminden und Stadtoldendorf. Die Residenz ist Berlin. (Hoppe in der verwendeten Ausgabe, S. 523, 23. Z.v.u. und S. 524 oben und auch Fuld, S. 120, 10. Z.v.u.)